# سینما لاله

سینما لاله در خیابان لاله‌زار

سینما لاله (نام پیشین: سینما رکس)، یکی از سینماهای تهران است که در خیابان لاله‌زار قرار دارد.
این سینما که متعلق به قدرت‌الله رشیدیان و سیفت‌الله رشیدیان بود، در روز ۱ مهر ۱۳۲۴ کار خود را با نمایش فیلم جایی تو را خواهم یافت آغاز کرد.
پس از انقلاب ۱۳۵۷، این سینما توسط بنیاد مستضعفان مصادره شد و نام آن به «سینما لاله» تغییر یافت.
بعدها مالکیت این سینما از بنیاد مستضعفان به حوزه هنری انتقال یافت و در نهایت این سینما در پایان سال ۱۳۷۲ تعطیل شد.
در روز اول مهر ۱۳۸۶ در حاشیهٔ فیلمبرداری فیلم تردید - اثر واروژ کریم‌مسیحی - و به همت عزیز ساعتی، فیلمبردار این فیلم، مراسم کوچکی به مناسبت شصت و دومین سالگرد افتتاح سینما رکس در محل این سینما برگزار شد.